# Хаарнагель, Вернер
Вернер Хаарнагель (нем. Werner Haarnagel; 7 декабря 1907, Торгау, Германская империя, — 3 августа 1984, Вильгельмсхафен, ФРГ) — немецкий археолог, руководящий сотрудник Аненербе.

## Биография
Сын почтового инспектора. Посещал школу в Шлезвиге и Гамбурге. Изучал историю, географию, геологию и океанологию в Гамбургском университете. В 1934 г. защитил кандидатскую диссертацию. Работал в музеях Нижней Саксонии. В 1935—1936 гг. ассистент музея доисторических древностей Кильского университета.
Участвовал в многочисленных раскопках и исследовательских экспедициях, в том числе в Бутъядингене и Эмдене. В 1938 г. основал в Ганновере «Местную организацию по исследованию маршей и насыпных холмов». Исследовал ландшафт населённых пунктов на побережье Северного моря. Возглавлял исследовательский отдел насыпных холмов Аненербе.
В 1942 г. был призван в вермахт, в ходе войны попал в плен, отпущен в 1945 г. и вернулся к работе. С 1949 г. хранитель, с 1964 г. директор «Нижнесаксонской организации по исследованию маршей и насыпных холмов». В 1961—1964 гг. начальник отдела земельного музея в Ганновере. С 1968 г. почётный профессор Гёттингенского университета.
Был членом и председателем множества немецких и иностранных исследовательских объединений.
Один из основателей современной археологии поселений.

## Награды
- Крест за заслуги 1-го класса Нижнесаксонского ордена за заслуги
- Медаль Германа Гуте Географического общества Ганновера

## Сочинения
- Die Marschsiedlung in Schleswig-Holstein und im linkselbischen Küstengebiet, in: Probleme der Küstenforschung im südlichen Nordseegebiet 1, 1940, S. 87-98.
- Das Alluvium an der deutschen Nordseeküste, Hildesheim, 1950 (Probleme der Küstenforschung im südlichen Nordseegebiet, 4).
- Die spätbronze- und früheisenzeitliche Gehöftsiedlung Jemgum bei Leer, in: Die Kunde, N.F. 8, 1957, S. 2-44.
- Die Marschen im deutschen Küstengebiet der Nordsee und ihre Besiedlung, in: Berichte zur deutschen Landeskunde 27, 1961, S. 203—219.
- Die spätlatène- und kaiserzeitlichen Siedlungen am westlichen Geestrande der Hohen Lieth im Wesergebiet zwischen den Ortschaften Midlum und Langen, Kreis Wesermünde, in: Festschrift für Wilhelm Unverzagt, Schriften der Sektion für Vor- und Frühgeschichte, 16, 1964, S. 111—147.
- Die Ergebnisse der Grabung auf der ältereisenzeitlichen Siedlung Boomborg/Hatzum, Kreis Leer, in den Jahren 1965—1967, in: Neue Ausgrabungen und Forschungen in Niedersachsen 4, 1969, S. 58-97.
- Vor- und Frühgeschichte des Landes Wursten, in: Geschichte des Landes Wursten, Bremerhaven 1973, S. 17-123.
- Die Grabung Feddersen Wierde — Methode, Hausbau, Siedlungs- und Wirtschaftsformen sowie Sozialstruktur, Wiesbaden 1979.
- Das Handwerk im Verband der kaiserzeitlichen Marschensiedlung Feddersen Wierde, in: Herbert J a n k u h n (Hrsg.), Das Handwerk in vor- und frühgeschichtlicher Zeit, Abhandlungen der Akademie der Wissenschaften zu Göttingen, Phil.-Hist. Klasse, Folge 3, Nr. 123, 1983, S. 67-89.
- Siedlungen — Hausbau, in: Archäologische und naturwissenschaftliche Untersuchungen an ländlichen und frühstädtischen Siedlungen im deutschen Küstengebiet vom 5. Jahrhundert v.Chr. bis zum 11. Jahrhundert n.Chr., Band 1, Weinheim 1984, S. 167—193.
- Die frühgeschichtliche Handelssiedlung Emden und ihre Entwicklung bis zum Mittelalter, ebd., Band 2, Weinheim 1984, S. 114—135.